# Whispering Sands
Pour plus de détails, voir Fiche technique et Distribution.
Whispering Sands est un film tunisien réalisé par Nacer Khémir et sorti en 2018.

## Fiche technique
- Réalisation : Nacer Khémir
- Scénario : Nacer Khémir
- Production : Nidhal Chatta, Nacer Khémir, Melik Kochbati
- Photographie : Hassan Amri, Belgacem Jelliti
- Musique : Armand Amar
- Son : Ghazi Alfakih[1]
- Langue : arabe[2]
- Montage : Karim Ben Yahia, Nacer Khémir
- Genre : drame[3]
- Durée : 95 minutes
- Date de sortie : 26 avril 2018 : France[4]

## Distribution
- Dorra Zarrouk
- Hichem Rostom

## Distinctions
- Sélection officielle au Festival international du film de Dubaï[5]
- Meilleur film au Festival international du film de Delhi[6],[7]